# 米利根

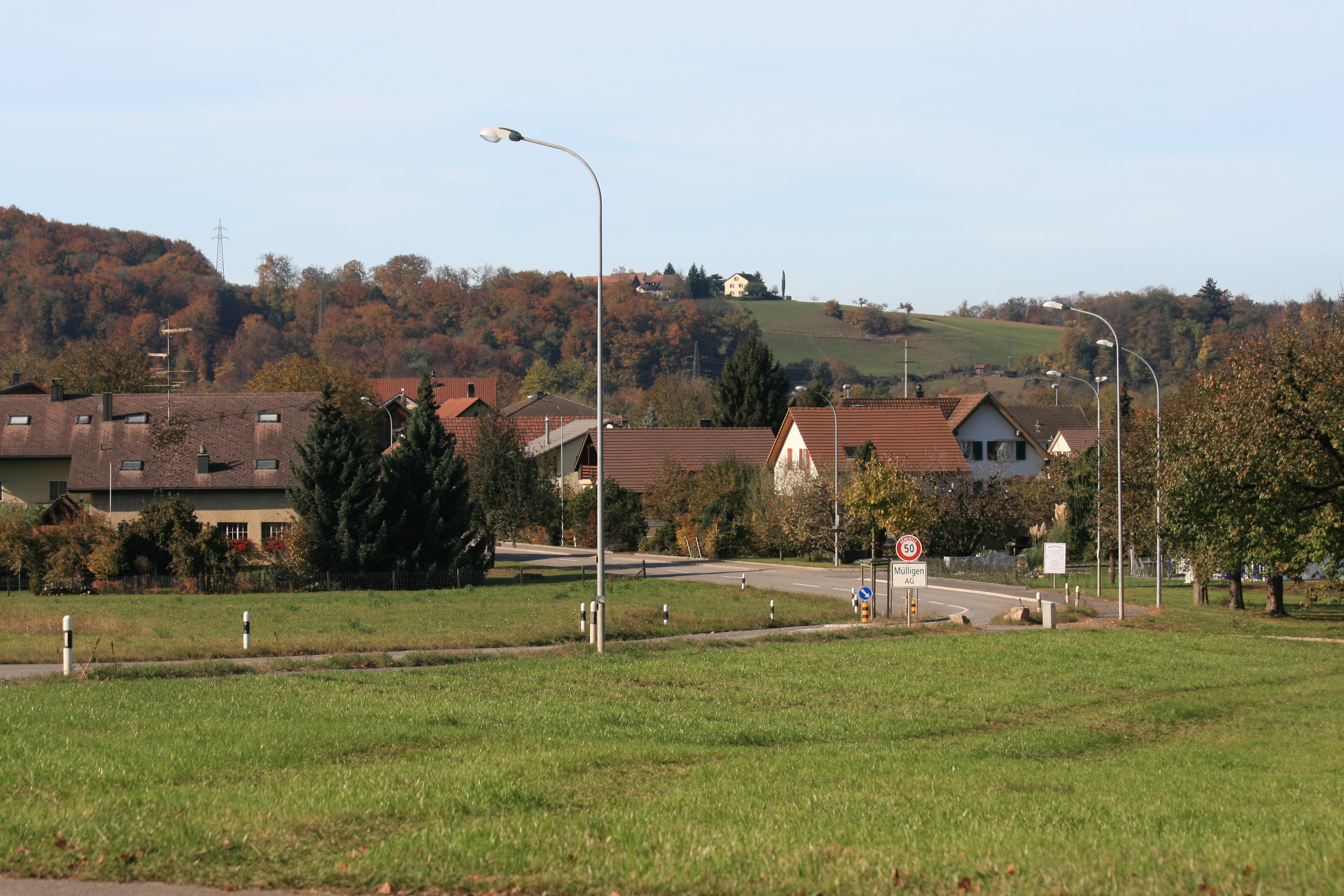

米利根是瑞士的城鎮，位於該國北部，由阿爾高州負責管轄，面積3.16平方公里，海拔高度363米，2012年人口1,004，一半人口信奉基督教，人口密度每平方公里318人。